# Agnodice
Agnodice ou Agnodike foi a mais antiga mulher obstetra a ser mencionada pelos Gregos.
Natural de Atenas, aonde havia proibição legal para mulheres estudarem medicina. De acordo com Gaio Julio, Agnodice disfarçou-se com roupas masculinas para assistir as aulas de Hierófilos, dedicando-se principalmente ao estudo da obstetrícia e da ginecologia.
Mulheres recusavam-na até que confessasse que era mulher. Quando começou a atuar, com muito sucesso, despertou a inveja de outros, pelos quais foi então intimada no Areópago e acusada de corrupção moral dos pacientes. Ao refutar as acusações fazendo-se revelar como mulher, foi imediatamente acusada de violar a lei; foi daí que as mulheres de chefes atenienses, atendidas por ela, responderam por em seu nome e conquistaram a abolição da lei; a partir disso mulheres foram autorizadas a praticar a medicina e a serem remuneradas por isso.